# Durnovarian Group
Die Durnovarian Group (Durnovarische Gruppe oder Durnovarische Schule) ist die moderne Bezeichnung für eine Gruppe von Mosaiken, die sich im Südwesten von England fanden und so viele Gemeinsamkeiten aufweisen, dass davon ausgegangen werden kann, dass sie alle aus einer Werkstatt stammen. Diese Werkstatt hatte ihren Sitz wahrscheinlich in oder bei Durnovaria. Diese Schule wurde zuerst von D. J. Smith postuliert. Typisch für diese Schule sind figürliche Szenen, während sonst geometrische Muster bei Mosaiken in Britannien dominieren. Beliebt sind vor allem mythologische Szenen und Jagdszenen, aber auch Reihen von Delfinen. Die Kompositionen der Mosaiken sind generell eher einfach mit einem zentralen Rundbild und einer Feldereinteilung von neun Kreisen oder Quadraten. Die Werkstatt schuf ihre Arbeiten im vierten nachchristlichen Jahrhundert.

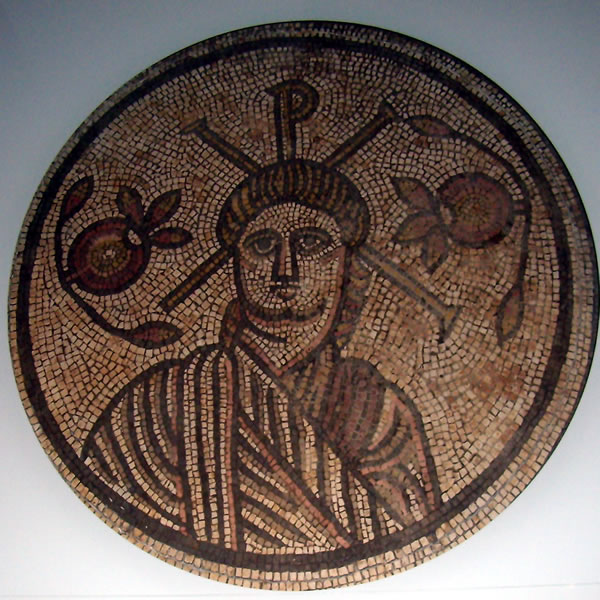
Mosaik aus der Villa Rustica von Hinton St Mary
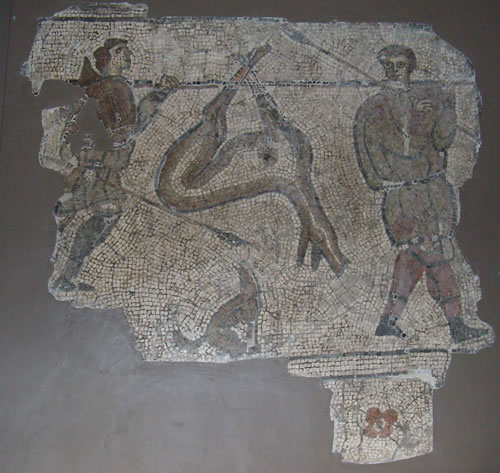
Mosaik aus der Villa Rustica von East Coker